# Romeinse villa Rolduc
De Romeinse villa Rolduc is een terrein met de resten van een mogelijke Romeinse villa (complex) in de gemeente Kerkrade in de Nederlandse provincie Limburg. De villa lag in een terrein ten noordwesten van Abdij Rolduc, ten oosten van Rolduckerveld en ten zuiden van het Berenbos. De villa lag boven op een helling van een dalletje van het beekje Vrouwezijp. De villa was van het type rustica en was een van de vele tientallen villa's van dit type in Zuid-Limburg.
Zo'n twee kilometer naar het westen lag de Romeinse villa Nieuw Ehrenstein en zo'n twee kilometer naar het noordwesten lag de Romeinse villa Kerkrade-Holzkuil. Ook lag destijds zo'n vier kilometer noordwestelijker de Via Belgica met het tracé tussen Heerlen en Keulen.

## Vondsten
Ter plaatse zijn door de jaren heen diverse Romeinse vondsten gedaan. Dit betroffen dakpanfragmenten en een grafveld. Westelijker vond men bij de aanleg van een weg een huisplattegrond bestaande uit paalsporen dat gedateerd is in de Romeinse tijd. Verder zijn er zandsteenblokken gevonden. Ook zou in de nabijheid een Romeins grafveld zijn geweest.